# Othinosmia
Othinosmia is een geslacht van vliesvleugelige insecten van de familie Megachilidae.

## Soorten
- O. braunsiana (Friese, 1909)
- O. calviniae (Cockerell, 1932)
- O. filifera (Cockerell, 1936)
- O. globicola (Stadelmann, 1892)
- O. jansei (Brauns, 1926)
- O. monilifera (Cockerell, 1932)
- O. namana (Strand, 1912)
- O. nitidula (Cockerell, 1946)
- O. rhodognatha (Cockerell, 1946)
- O. schultzei (Friese, 1909)
- O. securicornis Peters, 1984
- O. stupenda Griswold, 1994